# Segmon
Segmon – miejscowość (tätort) w Szwecji, w regionie administracyjnym (län) Värmland, w gminie Grums.
Według danych Szwedzkiego Urzędu Statystycznego liczba ludności wyniosła: 416 (31 grudnia 2015), 416 (31 grudnia 2018) i 417 (31 grudnia 2019).